# Mixopsis conferta
Mixopsis conferta är en fjärilsart som beskrevs av Paul Dognin 1911. Mixopsis conferta ingår i släktet Mixopsis och familjen mätare. Inga underarter finns listade i Catalogue of Life.